# 尾道市立大学
尾道市立大学（日语：尾道市立大学）位于日本广岛县尾道市久山田町1600，为日本的公立大学，始建于1946年，设置于2001年，大学简称尾大。

## 沿革
- 2001年，短期大学改组，四年制大学尾道大学设置，分为：经济情报学部、艺术文化学部。
- 2005年，大学院设置：经济情报研究科、日本文学研究科、美术研究科。
- 2012年，公立大学法人化更改，学校名称更名为“尾道市立大学”。

## 院系

### 学部
- 经济情报学部
- 艺术文化学部

### 大学院
- 经济情报研究科
- 日本文学研究科
- 美术研究科

### 其他
- 研究生院经济学、管理与信息科学（硕士课程）

- 日本文学研究生院（硕士课程）

- 研究生院艺术与设计（硕士课程）

## 学校建筑
- 图书馆

- 协作研发中心

- 尾道市艺术博物馆